# 千英初
千英初（韓語：천영초），1970年代在高麗大學組織反獨裁民主化運動，並且組織了一個僅限於女性的學生運動組織。

## 簡介
千英初致力於反獨裁鬥爭，同時為一名女權主義者。她個性開朗，胸襟廣闊，珍愛後輩。

## 影視作品
雪降花 - 殷英路 (韓語：은영로) （由Jisoo飾演）